# هوارد دبليو. جيلمور
هوارد دبليو. جيلمور (بالإنجليزية: Howard W. Gilmore)‏ هو رجل غواصة وضابط أمريكي، ولد في 29 سبتمبر 1902 في سلما في الولايات المتحدة، وتوفي في 7 فبراير 1943 في جزر سليمان.